# Marijkedorp
Marijkedorp ( Lokono : Wan Shi Sha ) é uma aldeia do Povo indígena Lokono no resort de Albina, no distrito de Marowijne, no Suriname . É localizado no nordeste do Suriname. Grace Watamaleo é a capitã da vila desde 2011.
Na década de 1970, Albina e Marijkedorp começaram a se tornar uma única área urbana. Marijkedorp depende de Albina para educação e saúde. A língua Lokono quase desapareceu de Marijkedorp e foi substituída pelo holandês . Em 2021, foi lançada uma iniciativa para revitalizar o idioma perto de morte.

## Reserva natural
Marijkedorp e a vila de Alfonsdorp estão em uma disputa contínua sobre a Reserva Natural de Wanekreek, já que ambos a consideram parte de seus territórios tradicionais de caça e pesca. A reserva não é habitada por ninguém desde a década de 1950.